# Palež, Žabljak
Palež este un sat din comuna Žabljak, Muntenegru. Conform datelor de la recensământul din 2003, localitatea are 211 locuitori (la recensământul din 1991 erau 265 de locuitori).

## Demografie
În satul Palež locuiesc 161 de persoane adulte, iar vârsta medie a populației este de 39,7 de ani (39,0 la bărbați și 40,4 la femei). În localitate sunt 64 de gospodării, iar numărul mediu de membri în gospodărie este de 3,30.
Populația localității este foarte eterogenă.
|  |

| Demografie | Demografie | Demografie |
| An         | Locuitori  | Locuitori  |
| ---------- | ---------- | ---------- |
|            |            |            |
|            |            |            |
|            |            |            |
|            |            |            |
| 1948       | 283        |            |
| 1953       | 268        |            |
| 1961       | 239        |            |
| 1971       | 186        |            |
| 1981       | 169        |            |
| 1991       | 265        | 264        |
| 2003       | 214        | 211        |

| \| Componența etnică conform recensământului din 2003[2] \| Componența etnică conform recensământului din 2003[2] \| Componența etnică conform recensământului din 2003[2] \| Componența etnică conform recensământului din 2003[2] \| Componența etnică conform recensământului din 2003[2] \| \| ----------------------------------------------------- \| ----------------------------------------------------- \| ----------------------------------------------------- \| ----------------------------------------------------- \| ----------------------------------------------------- \| \| \| \| \| \| \| \| Muntenegreni \| Muntenegreni \| \| 94 \| 44,54% \| \| Sârbi \| Sârbi \| \| 90 \| 42,65% \| \| Musulmani \| Musulmani \| \| 1 \| 0,47% \| \| necunoscută \| necunoscută \| \| 0 \| 0% \| |              |  |    |        |
| Componența etnică conform recensământului din 2003 |              |  |    |        |
| |              |  |    |        |
| Muntenegreni | Muntenegreni |  | 94 | 44,54% |
| Sârbi | Sârbi        |  | 90 | 42,65% |
| Musulmani | Musulmani    |  | 1  | 0,47%  |
| necunoscută | necunoscută  |  | 0  | 0%     |